# Internationale Dollardroute

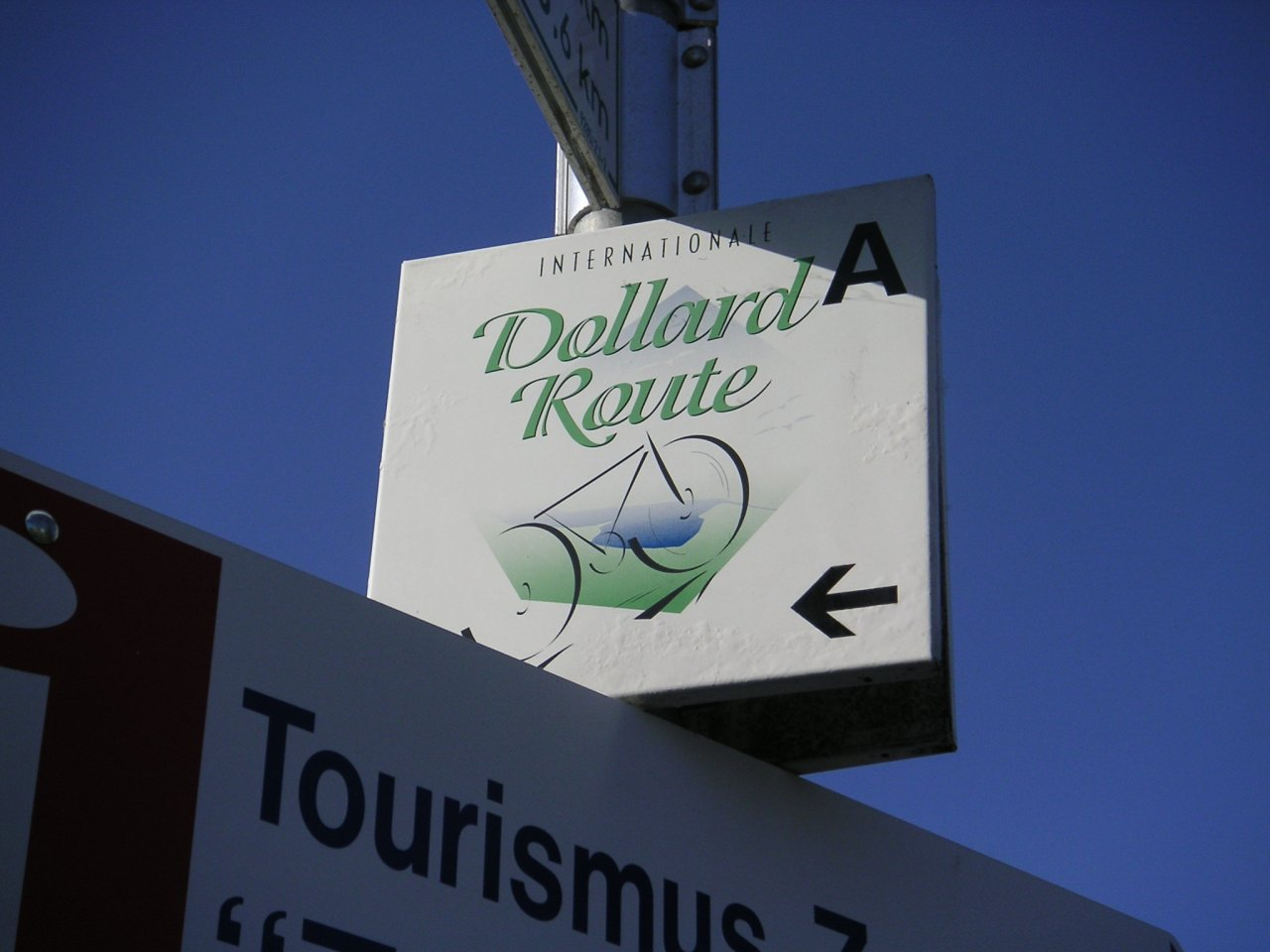
Wegwijzer van de Dollard-route in Papenburg, met rechtsboven een 'A'

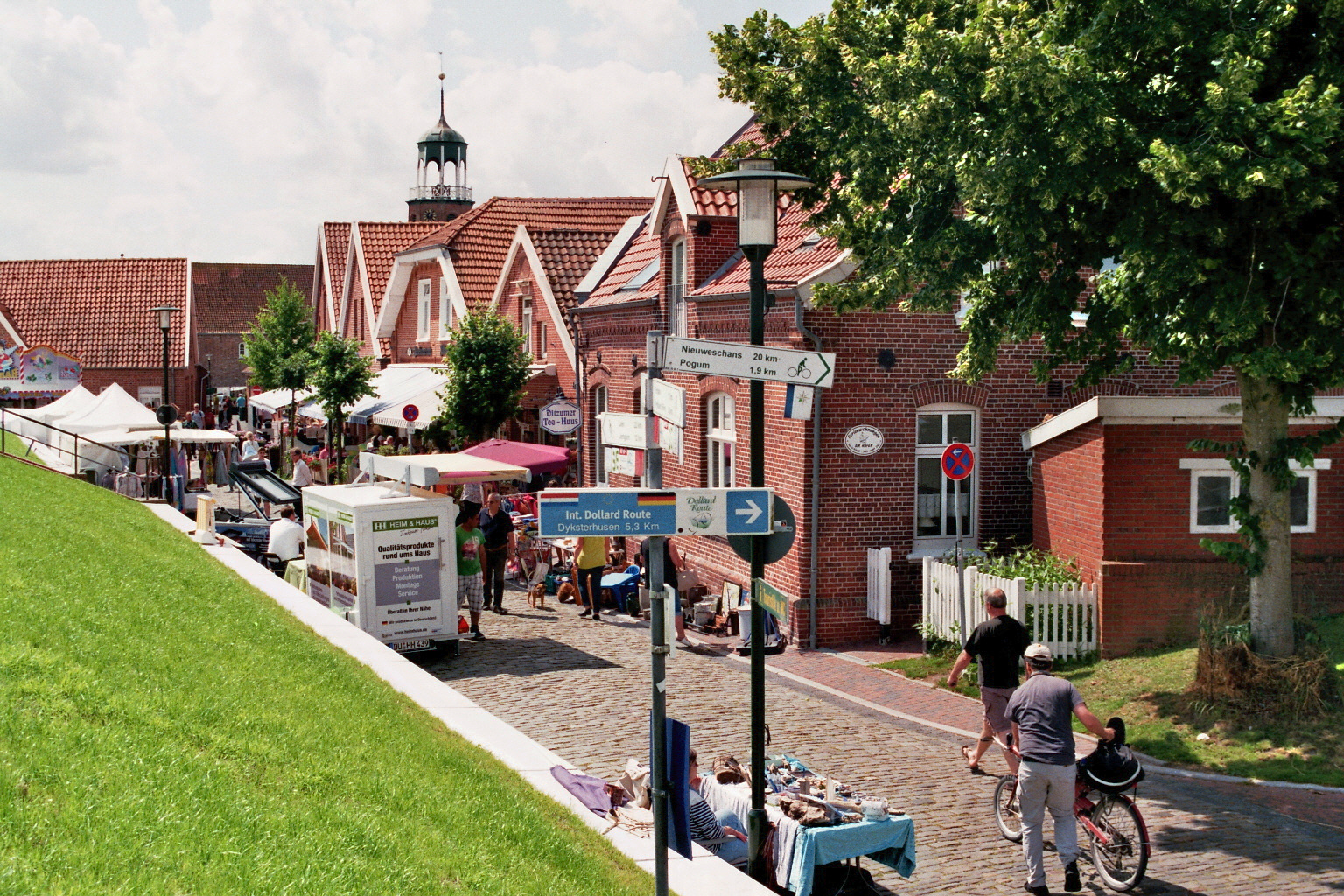
Ditzum tijdens het havenfeest met op de voorgrond een wegwijzer van de Dollardroute

De Internationale Dollardroute is een fietsroute van 361,4 kilometer lang rond de Dollard door Nederland en Duitsland. De ontwikkeling van de route is gesteund door de Eems Dollard Regio. De route is bewegwijzerd. De vereniging "Internationale Dollardroute" coördineert de promotie en het onderhoud aan de route. Zij is in 1996 opgericht door de deelnemende Duitse en Nederlandse gemeenten. Haar bureau bevindt zich in Leer. Er zijn twee tweetalige gidsen voor de route uitgegeven: één door de vereniging zelf en de ander door Bikeline. Er zijn ook fietskaarten uitgegeven door bijvoorbeeld KVplan.
In het kader van de route moeten twee overtochten per boot worden gemaakt: van Delfzijl naar Emden en van Emden naar Ditzum. De vaartijden van deze verbindingen zijn tot het vakantieseizoen beperkt. Indien van deze veerverbindingen geen gebruik wordt gemaakt is er een omleidingsroute beschikbaar langs de zuidelijke oever van Dollard. De lengte van de route wordt dan 245 kilometer.
De route heeft in de loop van de tijd enkele kleine wijzigingen ondergaan. Zo liep de route in de eerste uitgaven rechtstreeks van Wagenborgen naar het Schildmeer. In de uitgaven van rond 2000 liep de route van Wagenborgen naar Hellum om van de daar naar het Schildmeer te gaan, met een aftakking naar de VVV in Slochteren. In 2006 liep de route helemaal door Slochteren heen tot aan Froombosch om langs de noordkant van Slochteren over de Groenedijk naar Schildwolde terug te keren en vandaar naar het het Schildmeer te gaan. Een andere wijziging is dat de route anno 2006 door het oude centrum van Appingedam loopt in plaats van er langs zoals in de oudere uitgaven.
In 2014 volgde weer een uitbreiding van de route. Er kwam een nieuwe lus van 65 kilometer door het Hogeland bij. Deze begint in Uitwierde bij Delfzijl en loopt dan door naar Onderdendam om dan via Warffum naar de Eemshaven te gaan.
Secundaire delen van de route worden aangegeven door een 'A' op de routebordjes (zie foto). Op deze delen van de route zijn vaak wat toeristische bezienswaardigheden te zien. Zoals bij Papenburg, waar men door het centrum van Papenburg geloodst wordt, om uiteindelijk weer uit te komen op de officiële route, op dezelfde plek waar men er ook van af is geweken.

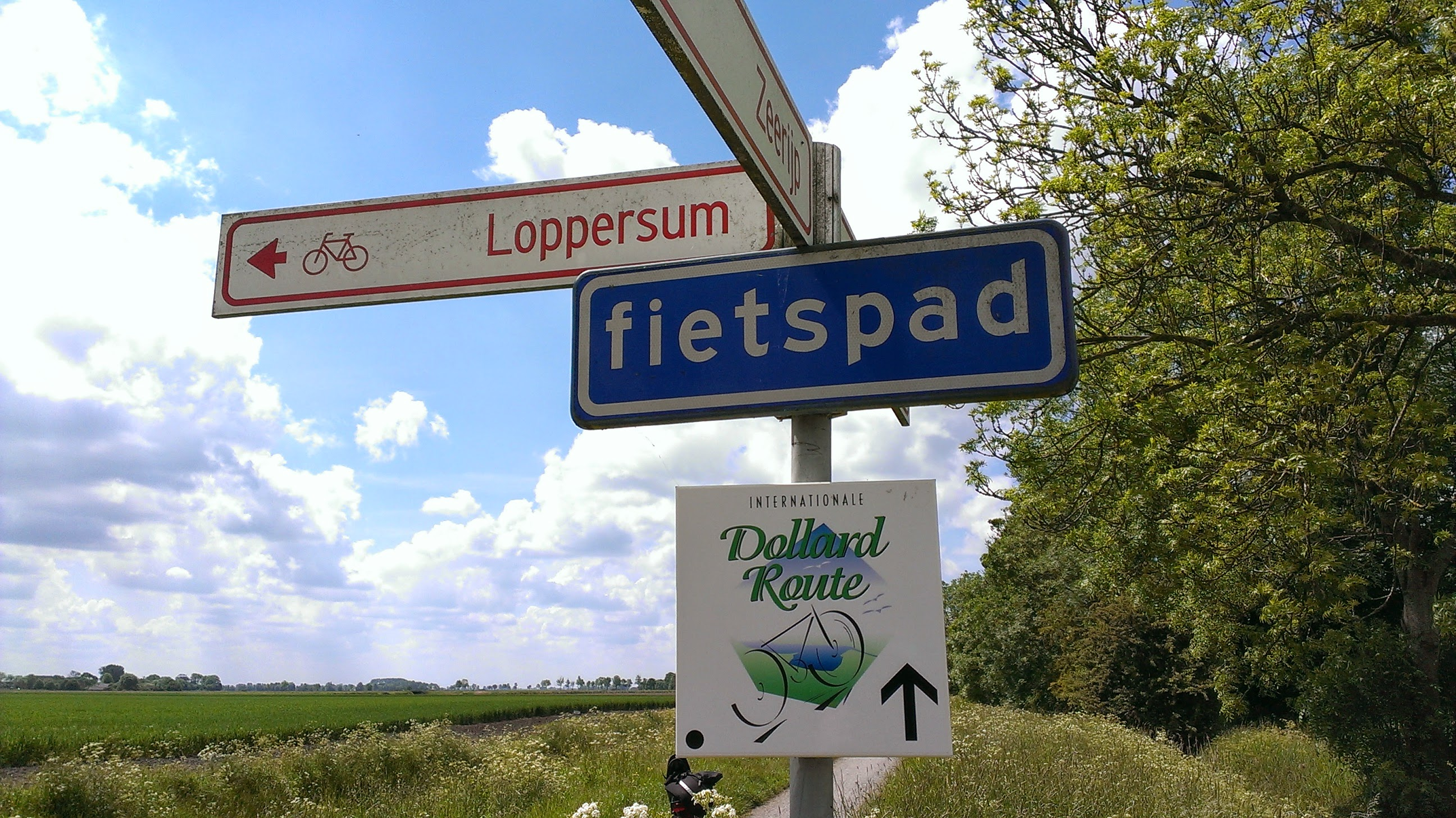
Bordje van de Dollardroute aan een paal voor de wegwijzer en fietspadbordje bij Stork in de directe nabijheid van Loppersum

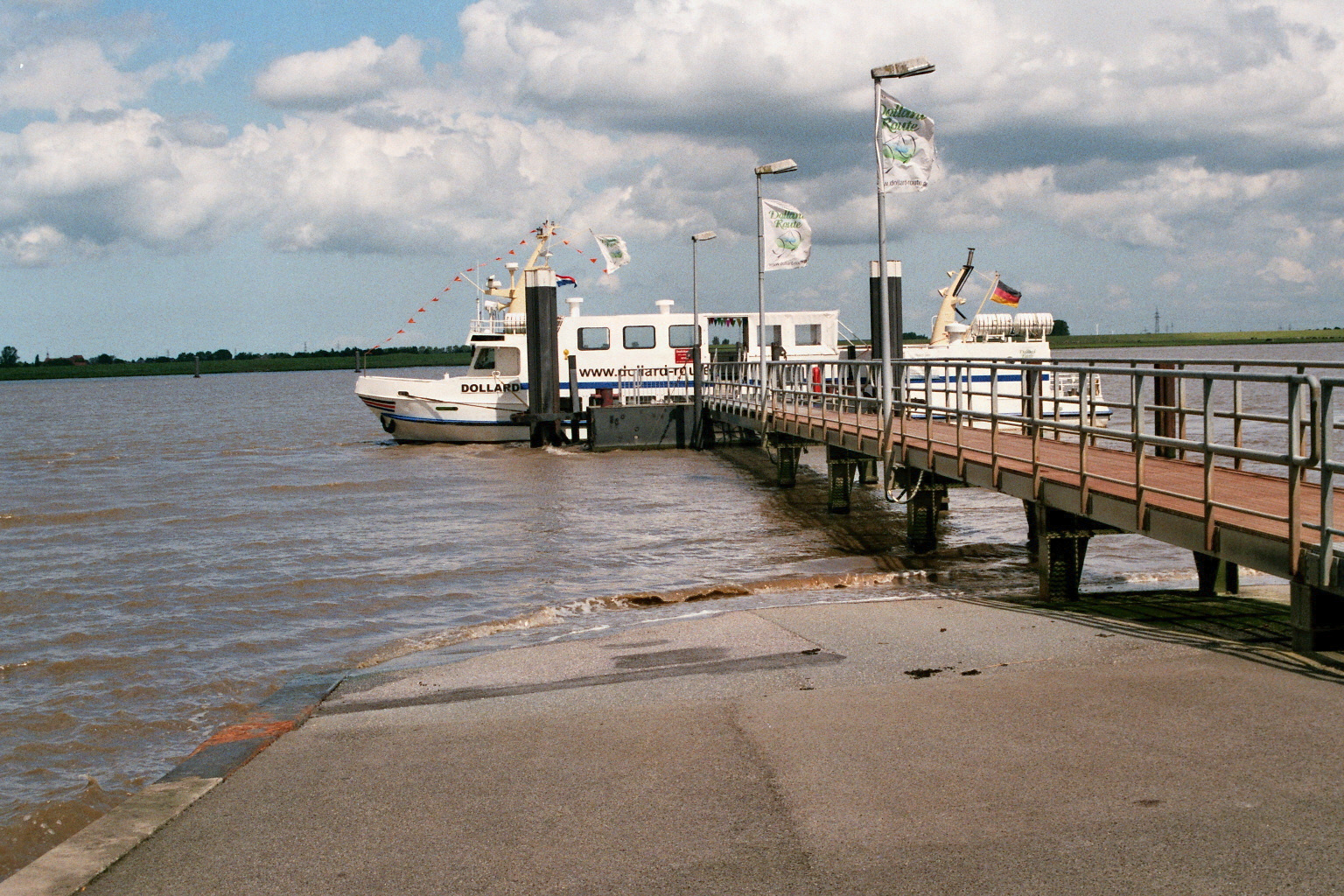
Het schip Dollard, dat van mei tot en met september voor de internationale Dollardroute de veerverbinding Ditzum - Emden - Delfzijl onderhoudt, aan de aanlegsteiger in Ditzum

In Eemshaven kan worden aangesloten op de EuroVelo EV12 Noordzeeroute en de LF Kustroute.
In Emden kan worden aangesloten op de Radroute Dortmund-Ems-Kanal.
De route doet anno 2015 de volgende plaatsen aan:
- Leer - DE
- Kirchborgum - DE
- Weener - DE
- Halte - DE
- Papenburg - langs de Meyer Werft - DE
- Bunde - DE
- Bad Nieuweschans - grensovergang naar Nederland - NL
- Nieuwe Statenzijl - NL
- Drieborg - NL
- Nieuw-Beerta - NL
- Beerta - NL
- Winschoten - NL
- Scheemda - NL
- Nieuwolda - NL
- Woldendorp - NL
- Termunten - NL
- Termunterzijl - NL
- Wagenborgen - NL
- Siddeburen - NL
- Hellum
- Schildwolde - NL
- Slochteren - NL
- Steendam
- Appingedam - NL
- Delfzijl - NL
Mogelijkheid tot oversteek naar Emden met een aan de Dollardroute gelieerde veerverbinding of de route te vervolgen door het Hogeland.
- Holwierde - NL
- Oosterwijtwerd - NL
- Eenum - NL
- Zeerijp - NL
- Westeremden - NL
- Huizinge - NL
- Middelstum - NL
- Onderdendam - NL
- Warffum - NL
- Usquert - NL
- Doodstil - NL
- Uithuizen - NL
- Uithuizermeeden - NL
- Roodeschool - NL
- Eemshaven - NL
Mogelijkheid om per veer naar Borkum over te steken en vandaar het veer naar Emden te nemen.
- Emden - DE
- Ditzum - DE
- Pogum - DE
- Aaltukerei - DE
- Ditzumerverlaat - DE
- Jemgum - DE
- Bingum - DE
- Leer - DE